# Saproscincus basiliscus
Saproscincus basiliscus — вид сцинкоподібних ящірок родини сцинкових (Scincidae). Ендемік Австралії.

## Поширення і екологія
Saproscincus basiliscus мешкають в прибережних районах на сході Квінсленду, від Куктауна на південь до Таунсвілла. Вони живуть у вологих рівнинних тропічних лісах, на узліссях і галявинах, в лісовій підстилці, трапляються серед скель.